# Bill Devin
Bill Devin (13 de noviembre de 1915 – 24 de noviembre de 2000) fue un empresario automotriz y piloto de carreras estadounidense. Es conocido principalmente como el fundador de Devin Enterprises, una compañía que construyó kits de carrocería de fibra de vidrio y automóviles completos. 

## Primeros años
William Elbert Devin Junior nació en 1915 en Rocky, Oklahoma, EE. UU. Su padre dirigía un taller de reparación de automóviles y luego un concesionario Chevrolet, lo que propició la temprana relación de Devin con los automóviles y su funcionamiento. El primer "vehículo" que a menudo se le atribuye a Devin fue un pequeño automóvil abierto para niños construido para su hermano menor Gene, a partir de un viejo letrero de metal y de un motor recuperado de una máquina de limpieza que funcionaba con gasolina. 
Se convirtió en el único soldador de gas en su ciudad, y se dedicó a trabajar en plataformas petroleras, equipos agrícolas y automóviles. También usó sus habilidades en la soldadura para rehabilitar varias motocicletas. 
La familia abandonó Oklahoma durante la tercera sequía de los años del Dust Bowl en 1939 y se mudó a California. Algún tiempo después de llegar a California, Devin se incorporó a la Douglas Aircraft Company. Su primer trabajo consistió en construir y mantener las plantillas y accesorios utilizados para fabricar los aviones. Más tarde se convirtió en jefe de equipo en la línea de vuelo del bombardero ligero Douglas A-20 Havoc. En este trabajo adquirió experiencia en sistemas eléctricos e hidráulicos, así como en motores y estructuras de aviones. 
Más adelante, pasó 31 meses en la Marina de los Estados Unidos como maquinista auxiliar, hasta que lo asignaron a una unidad de transporte de asalto donde se convirtió en mecánico de motores responsable del mantenimiento de los equipos de aterrizaje. 

## Concesionarios de automóviles e inicios de su carrera
Hacia 1945 se licenció de la Marina, regresando a California con la intención de establecer un concesionario de automóviles propio. Cuando no pudo conseguir financiación en California, se mudó a Montour, Iowa, donde abrió un concesionario de Chrysler-Plymouth, un concesionario de la marca Crosley y dos concesionarios de maquinaria agrícola. Estas empresas tuvieron éxito, pero en 1949 regresó una vez más a California y estableció un concesionario Chrysler-Plymouth en Fontana al año siguiente. 
1949 fue también el año en que compró uno de los Crosley Hotshots recién lanzados y comenzó a modificarlo. Le instaló un árbol de levas Clay Smith (el Mr. Horsepower original) para obtener más potencia del motor CIBA SOHC de 750 centímetros cúbicos (45,8 plg³) del automóvil. La primera carrera de automóviles a la que asistió, en 1950, fue también la primera carrera disputada en Santa Ana. En agosto de 1951, llevó el Hotshot modificado a Buchannan Field, California, y ganó en la carrera de debutantes en su primera salida como piloto de carreras, y alcanzó el quinto puesto en la carrera principal ese mismo día. Continuaría compitiendo en el Hotshot en pistas como Pebble Beach, Palm Springs o Torrey Pines, compitiendo y a menudo ganando a los MG y a los Jaguar, mucho más grandes y potentes. 
Más adelante vendió su concesionario de Fontana, y se asoció con Ernie McAfee para comercializar automóviles exclusivos. McAfee era el propietario de un antiguo edificio circular utilizado como restaurante de autoservicio, que serviría como oficinas, mientras que se construyó un cobertizo en Quonset que serviría como sala de exposición. Esta ubicación se convirtió rápidamente en un lugar conocido entre las personas involucradas en los deportes del motor en ese momento, como el periodista Henry N. Manney III. Se realizó un pedido inicial de 25 automóviles del fabricante italiano Siata, pero el negocio se vino abajo rápidamente y Bill Doheny compró los Siata que no se habían podido vender. 

## Los Ferrari de Devin
Phil Hill condujo un Ferrari 212 2.6 litros en la Carrera Panamericana de 1952, y se estrelló durante la prueba. El equipo reparó el coche lo suficientemente bien como para que Hill terminara sexto. Devin compró este automóvil (chasis 0092 E) más tarde a través de Luigi Chinetti. Después de recogerlo en El Paso Texas y repararlo, comenzó a correr él mismo. 
En 1953, Devin encargó un nuevo cupé de 3.0 litros, un Ferrari 250MM con la intención de prepararlo para participar en las 24 Horas de Le Mans. Viajó a Italia con Chinetti para recoger el automóvil, pero a su llegada a Módena se les dijo que los 250MM (chasis 0312MM) no estarían listos a tiempo para Le Mans. Dado que el 250MM no estaba listo, compró un Ferrari 166 MM Touring Barchetta de dos litros (chasis 0050M) que había sido propiedad de Porfirio Rubirosa, así como un 340 America de 4.1 litros con carrocería de Vignale, que según distintas fuentes, tenía el número de chasis 0202A spyder o 0206A berlinetta.
Devin no conservó el 166 MM mucho tiempo, vendiéndolo tan pronto como aterrizó en los Estados Unidos. Condujo el 340 America en algunas carreras antes de venderlo. En 2006, se descubrió un Ferrari 340 America con chasis número 0202A que había recibido un motor Chevrolet V8 y una carrocería de fibra de vidrio Devin en algún momento alrededor del año 1958. Cuando fue redescubierto por Tom Shaughnessy se convirtió en uno de los "hallazgos de granero" más famosos y fue documentado en un capítulo llamado "Entre el Devin y el profundo mar azul" en el libro "The Hemi in the Barn".
Devin debutó con los 250MM en la carrera de Madera de la Tercera Carrera Anual de Miembros del Sports Car Club de América, disputada el 20 de septiembre, donde terminó tercero en la categoría de debutantes, antes de entregar el coche a Phil Hill, quien ganó en la prueba principal. El automóvil apareció en algunas carreras más, conducido por Devin o por su hermano Gene, antes de ser vendido en junio de 1954. Parte del precio de compra del automóvil era un pequeño Deutsch-Bonnet francés de tracción delantera adquirido previamente. El 250MM apareció en la portada de la edición de julio de 1955 de la revista Road & Track y nuevamente en un artículo destacado en la edición de julio de 1965 de la misma revista cuando fue comprado por un nuevo propietario. 
Más tarde, Devin abandonó su preferencia por los Ferrari, conduciendo automóviles fabricados por OSCA, Porsche, Arnolt-Bristol y el pequeño Deutsch-Bonnet. 

## Devin Enterprises
En 1954, Devin estableció su empresa, Devin Enterprises, para comenzar a vender el primero de sus propios automóviles. 
Su primer coche, el Devin-Panhard, poseía un chasis de su propio diseño. La carrocería se fabricó a partir de un molde del Deutsch-Bonnet que había comprado, para lo que tuvo que aprender a trabajar con un material relativamente nuevo, la fibra de vidrio. El propulsor de 745 centímetros cúbicos (45,5 plg³), era un motor bóxer Panhard de dos cilindros, pero lo modificó de una manera que lo hizo único: adaptó las culatas del árbol de levas superior de una motocicleta, accionándolo mediante una correa dentada sincrónica, construyendo así el primer motor con una correa de distribución. Devin no patentó este sistema. 
Después de su trabajo en los Devin-Panhard, comenzó a vender carrocerías de fibra de vidrio para automóviles deportivos personalizados. Comenzando con el patrón de un pequeño spyder italiano, desarrolló una serie de 50 secciones de moldes que le permitieron producir la Carrocería Devin en hasta 27 tamaños diferentes, adaptables a una gran variedad de chasis diferentes. Finalmente, Devin se convertiría en el fabricante de carrocerías de fibra de vidrio más grande y exitoso del mundo. 
A medida que el negocio creció, se expandió a la producción de accesorios y chasis que se podían comprar junto con las carrocerías. 
El siguiente proyecto de Devin fue producir un automóvil nuevo, el Devin Super-Sport o SS. Utilizando un chasis construido en Irlanda y un motor Chevrolet V8 de bloque pequeño con una carrocería específica para el SS, el automóvil tuvo un precio de 5950 dólares durante los primeros años de producción, llegando a los 10.000 dólares en su último año de producción. También se vendía una versión reducida de este automóvil, el Devin Junior, un modelo equipado con un motor de 2 caballos destinado para adolescentes. 
Posteriormente lanzó otro automóvil, el Devin D, a un precio más bajo que el SS. Este modelo utilizaba un chasis Devin y una nueva carrocería. La suspensión de este automóvil estaba formada por componentes de origen Volkswagen, mientras que el motor montado en la parte trasera era suministrado por Porsche o por Volkswagen. 
Poco después de que Chevrolet lanzara su Corvair, Devin comenzó a comercializar el Devin C, equipado con la misma carrocería que el Devin D, pero con un nuevo chasis adaptado para usar el motor bóxer de seis cilindros del Corvair. El Devin C también fue la base de un nuevo modelo de techo rígido de alta gama, el Devin GT.

## Últimos años
En la edición de julio de 1961 de la revista Car and Driver, el periodista automotriz estadounidense Henry N. Manney III escribió un artículo sobre Bill Devin, titulado "El Ferrari Enzo de Okie Flats", en el que se describía a Devin como un mago, un entusiasta y «loco como un zorro». Se hablaba «del ojo infalible (de Devin) para percibir lo ridículo y su sentido del tiempo», lo que hizo que Manney recomendara a todos que realizaran un viaje para verlo en acción. 
Bill Devin murió el 24 de noviembre de 2000. Le sobreviven su esposa Mildred Delia Devin, sus hijos Bill Devin III, Joel Devin y John Devin y sus hijas Valerie Provines y Linda Ryssman.
Mildred Devin falleció el 15 de febrero de 2013 a los 89 años de edad.

## Lecturas relacionadas
- Evans, Art (2009). Devin The Man and his Cars (1st edición). Photo Data Research. ISBN 978-0979721922.  Evans, Art (2009). Devin The Man and his Cars (1st edición). Photo Data Research. ISBN 978-0979721922.  Evans, Art (2009). Devin The Man and his Cars (1st edición). Photo Data Research. ISBN 978-0979721922.
- Evans, Art; Shelby, Carrol (14 de septiembre de 2016). Carrol Shelby: A Collection of My Favorite Racing Photographs (1st edición). pp. 252, 253. ISBN 978-1-61325-322-9.  Evans, Art; Shelby, Carrol (14 de septiembre de 2016). Carrol Shelby: A Collection of My Favorite Racing Photographs (1st edición). pp. 252, 253. ISBN 978-1-61325-322-9.  Evans, Art; Shelby, Carrol (14 de septiembre de 2016). Carrol Shelby: A Collection of My Favorite Racing Photographs (1st edición). pp. 252, 253. ISBN 978-1-61325-322-9.
- Revista Vintage Motorsport marzo / abril de 1991
- Young, Anthony (July–September 1985). "Bill Devin: A Quiet Pioneer". Automóvil trimestral . Vol.   23 no.   3. Automobile Quarterly Inc. pp.   324–333.

- Datos: Q4908753